# Колония (биология)

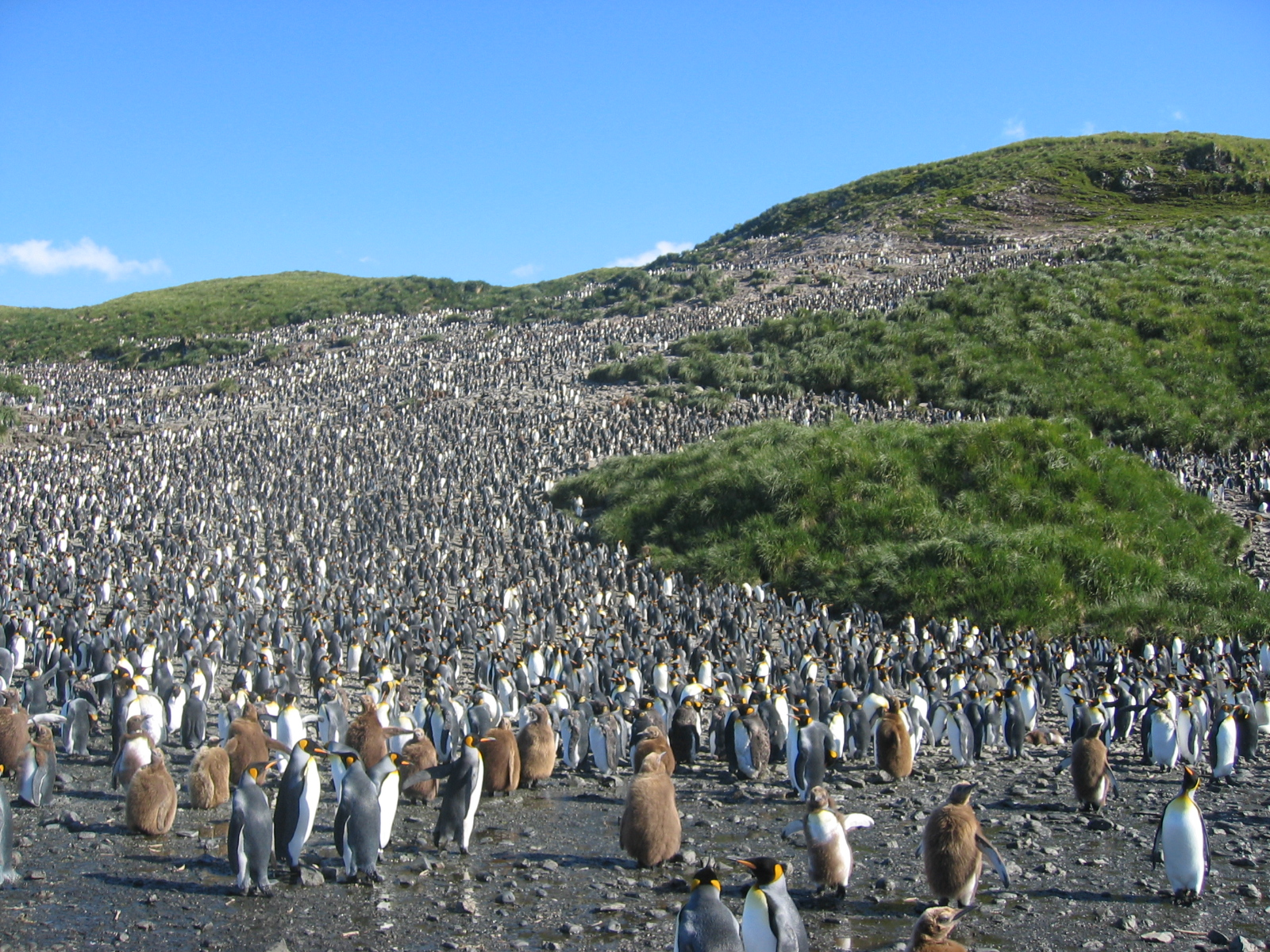
Колония королевских пингвинов на Южной Георгии

Коло́ния (лат. colonia) в биологии — отношение отдельных организмов одного вида, живущих вместе, обычно основанное на взаимной выгоде, например для защиты или нападения на крупную добычу. Некоторые виды, такие как медоносные пчёлы и муравьи, живут исключительно в колониях. Португальский кораблик (Physalia physalis) — один из примеров полиповых форм колонии.
Колония из одноклеточных организмов называется колониальным организмом.